# Charles Livingstone Mbabazi
Charles Livingstone Mbabazi (Mulago, 18 ottobre 1980) è un allenatore di calcio ed ex calciatore ugandese, di ruolo centrocampista.
Mbabazi - detto Charlie e Babaz - giocò per quattro stagioni nel St. Patrick's Athletic, vincendo due trofei.
Nella Premier Division 2001-2002 fu coinvolto nella vicenda che costò il titolo nazionale ai Saints: venne infatti schierato in condizioni non regolari per cinque partite; ciò costò al St. Pats ben 15 punti di penalizzazione che lo piazzarono al terzo posto in campionato. Quell'annata Mbabazi segnò quattordici reti, secondo in classifica marcatori.
Mbabazi dovette forzatamente ritirarsi dal calcio giocato nel 2003 - a 23 anni - a causa dei suoi problemi di cuore.
Nel 2006, dopo aver terminato le cure, è tornato al calcio giocato e milita nella massima serie vietnamita.
Dal 2006 al 2008 ha militato nel Hà Nội ACB; dal 2009 milita nel Bình Dương.

## Palmarès

### Club

#### Competizioni nazionali
- Supercoppa d'Irlanda: 1

St. Patrick's: 1999
- Coppa di Lega irlandese: 1

St. Patrick's: 2001